# 8. април
8. април (08.04) је 98. дан у години по грегоријанском календару (99. у преступној години). До краја године има још 267 дана.

## Догађаји
- 217 — Римски цар Каракала убијен у атентату недалеко од сиријског града Емесе. Цара је убио један од његових преторијанаца из личних разлога.
- 876 — Абасидска војска је поразила у бици код Дајр ел Акула војску сафаридског емира Јакуба ибн Лајса, приморавши га да прекине свој продор у Ирак.
- 1271 — Мамелучки султан Бајбарс је освојио од крсташа тврђаву Крак де Шевалије у Сирији.
- 1513 — Шпански истраживач Хуан Понсе де Леон, трагајући за митским извором младости, открио Флориду и прогласио је поседом Шпаније. 1845. Флорида постала једна од савезних држава САД.
- 1820 —Милоска Венера је откривена на грчком острву Милос.
- 1861 — У Сремским Карловцима одржан Благовештенски сабор, последњи политичи скуп Срба у Угарској. Тражена посебна територија за Србе, Војводина са Сремом, доњом Бачком и Банатом, с војводом на челу и сопственом администрацијом. Сабором председавао патријарх Јосиф Рајачић. Аустријски цар Франц Јозеф I никада није потврдио закључке скупа, а Угарски сабор их није ни узео у разматрање.
- 1864 — Конфедерацијска војска је однела победу у бици код Менсфилда чиме је заустављено напредовање војске Уније.
- 1904 — У Лондону потписан англо-француски споразум „Срдачна антанта“, којим су Велика Британија и Француска решиле спорна питања у вези са интересним зонама у западној Африци, Египту и Мароку.
- 1911 — Холандски физичар Хајке Камерлин Оне је открио суперпроводност.
- 1913 — У Пекингу почело заседање првог сазива Парламента.
- 1924 — Укинути су шеријатски судови у Турској, у склопу Ататуркових реформи.
- 1939 — Италијанске трупе, које су се претходног дана искрцале на обале Албаније, заузеле Тирану. Албански краљ Зог избегао у Грчку.
- 1944 — Јединице совјетске Црвене армије у Другом светском рату избиле на границу Чехословачке и Румуније.
- 1946 — У Женеви одржано последње заседање Лиге народа, чиме је формално укинута та међународна организација и замењена новом, Уједињеним нацијама.
- 1953 — Британске власти оптужиле Џомо Кенијату да је умешан у активности тајне организације Мау Мау и осудиле га на седам година затвора. После добијања независности Кеније 1963, Кенијата био премијер и министар иностраних послова, а потом председник Кеније.
- 1971 — У Лондону одржан Први светски конгрес Рома на којем је верификован назив припадника тог народа, Роми. Одлуком УН 8. април проглашен за Светски дан Рома.
- 1990 — Непалски краљ Бирендра укинуо забрану рада политичких партија, на снази 30 година.
- 1992 —
  - После генетског теста отиска прстију, немачки и израелски извори саопштили да је извесно да је Јозеф Менгеле, осумњичен за експерименте над логорашима у Аушвицу, умро у Бразилу 1979.
  - Палестински лидер Јасер Арафат нађен жив у Либијској пустињи 12 сати после авионске несреће у којој су погинула три његова сапутника.
- 1993 — Бивша Југословенска Република Македонија примљена у УН.
- 1996 — Југославија и БЈРМ потписале споразум о нормализацији односа.
- 2002 — Тужилаштво у Прокупљу подигло оптужнице против Саше Цвјетана и Дејана Демировића за ратни злочин над албанским цивилима у Подујеву, на Косову и Метохији, 1999. То је било друго суђење за ратне злочине пред судовима у Југославији.
- 2003 —
  - У израелском ракетном нападу на возило у Гази убијен локални вођа "Хамаса“ Саид Алдин ал Арабид. У нападу погинуло још најмање пет особа, а преко 47 Палестинаца повређено.
  - Од пројектила који је амерички тенк испалио на хотел „Палестина“ у Багдаду, у ком су били смештени страни новинари, погинули камерман Ројтерса Тарас Процук и новинар шпанске телевизије ТВЕ 5 Хосе Коусо.
- 2004 — Суд у Осијеку у Хрватској осудио Николу Иванковића на 12 година затвора због ратног злочина над српским цивилима у Паулин Двору 1991.

## Рођења
- 1859 — Едмунд Хусерл, немачки филозоф, оснивач феноменологије. (прем. 1938)[1]
- 1892 — Мери Пикфорд, канадско-америчка глумица и продуценткиња. (прем. 1979)[2]
- 1909 — Џон Фанте, амерички писац и сценариста. (прем. 1983)[3]
- 1910 — Светислав Стефановић Ћећа, учесник Народноослободилачке борбе, друштвено-политички радник СФРЈ и народни херој Југославије. (прем. 1980)
- 1912 — Сонја Хени, норвешка клизачица и глумица. (прем. 1969)[4]
- 1919 — Ијан Смит, родезијски премијер и пилот (прем. 2007)
- 1923 — Ђурђевка Чакаревић, српска оперска певачица. (прем. 2006)[5]
- 1925 — Петар Денковачки, српски схиархимандрит и игуман. (према. 2005)[6]
- 1929 — Жак Брел, белгијски музичар, песник, глумац, редитељ и сценариста. (прем. 1978)[7]
- 1937 — Момо Капор, српски књижевник, сликар, сценариста и новинар. (прем. 2010)[8]
- 1938 — Кофи Анан, гански политичар и дипломата, 7. генерални секретар Организације уједињених нација. (прем. 2018)[9]
- 1940 — Џон Хавличек, амерички кошаркаш. (прем. 2019)[10]
- 1941 — Вивијен Вествуд, енглеска модна дизајнерка и предузетница. (прем. 2022)
- 1950 — Гжегож Лато, пољски фудбалер и фудбалски тренер.[11]
- 1950 — Миленко Павлов, српски глумац.[12]
- 1955 — Слободан Лозанчић, српски одбојкаш.[13]
- 1955 — Кејн Ходер, амерички глумац и каскадер.[14]
- 1961 — Срђан Гојковић Гиле, српски музичар, најпознатији као оснивач, певач и гитариста групе Електрични оргазам.
- 1963 — Дин Норис, амерички глумац.[15]
- 1966 — Робин Рајт, америчка глумица, редитељка и продуценткиња.[16]
- 1967 — Урош Петровић, српски књижевник, илустратор и фотограф.[17]
- 1968 — Патриша Аркет, америчка глумица.[18]
- 1970 — Александар Станковић, хрватски новинар и ТВ водитељ.
- 1972 — Растко Јанковић, српски глумац и певач.[19]
- 1976 — Николина Пишек, хрватска ТВ водитељка, глумица и модел.[20]
- 1980 — Давид Мареро, шпански тенисер.[21]
- 1980 — Кејти Сакоф, америчка глумица.[22]
- 1986 — Игор Акинфејев, руски фудбалски голман.[23]
- 1993 — Ненад Миљеновић, српски кошаркаш.[24]
- 1993 — Данило Николић, црногорски кошаркаш.[25]
- 1994 — Дарио Шарић, хрватски кошаркаш.[26]
- 1995 — Џеди Осман, турски кошаркаш.[27]
- 1998 — Исидора Јанковић, српска глумица.
- 2000 — Лука Церовина, српски кошаркаш.[28]

## Смрти
- 217 — Каракала, римски цар. (рођ. 185)[29]
- 1143 — Јован II Комнин, византијски цар. (рођ. 1087)[30]
- 1364 — Јован II Добри, француски краљ. (рођ. 1319)[31]
- 1905 — Јосип Јурај Штросмајер, хрватски бискуп и политичар. (рођ. 1815)[32]
- 1922 — Ерих фон Фалкенхајн, немачки војсковођа и начелник генералштаба. (рођ. 1861)[33]
- 1929 — Карл Ауер, аустријски хемичар. (рођ. 1858)[34]
- 1950 — Вацлав Нижински, руски балетски играч. (рођ. 1890)[35]
- 1973 — Пабло Пикасо, шпански сликар и вајар (рођ. 1881)[36]
- 1981 — Омар Бредли, амерички генерал. (рођ. 1893)[37]
- 1984 — Пјотр Капица, руски физичар, добитник Нобелове награде за физику. (рођ. 1894)[38]
- 2011 — Зденка Живковић, српска сликарка чешког порекла. (рођ. 1921)[39]
- 2013 — Маргарет Тачер, британска политичарка. (рођ. 1925)[40]
- 2018 — Златко Делић, српски психолог и енигмата. (рођ. 1959)
- 2018 — Лејла Абашидзе, грузијска глумица, редитељка и сценаристкиња. (рођ. 1919)[41]
- 2021 — Владимир Гузина, уметник са Илиџе. (рођ. 1971)

## Празници и дани сећања
- Међународни празници
  - Светски дан Рома
- Српска православна црква слави:
  - Светог Архангела Гаврила
  - Свештеномученика Иринеја - епископа сремског.
  - Преподобног Малха
  - Преподобног Василија Новог